# Naturschutzgebiet Hellenkrügel
Das Naturschutzgebiet Hellenkrügel mit einer Flächengröße von 1,03 ha liegt nördlich von Schederberge im Stadtgebiet von Meschede. Das Gebiet wurde 1994 durch den Kreistag des Hochsauerlandkreises mit dem Landschaftsplan Meschede als Naturschutzgebiet (NSG) mit einer Flächengröße von 1,00 ha ausgewiesen. Bei der Neuaufstellung des Landschaftsplanes Meschede wurde das NSG dann erneut ausgewiesen und erheblich vergrößert.

## Gebietsbeschreibung
Beim NSG handelt es sich um einen Schluchtwald mit einem fünf bis zehn Meter hohen moosreichen Felsen aus quarzitischen, kalkigen Sandsteinen am Nordosthang des Hellenkrügel. Im Schluchtwald wachsen überwiegend Bergahorn, durchsetzt mit einzelnen Bergulmen. Örtlich findet sich liegendes Totholz. Im Felsbereich sind Fossilien zu finden. Im Fels sind die Sedimentstrukturen zu sehen. Am Felsfuß liegt plattiges Schuttmaterial. Der Felsen ist von Moosen, Flechten und Farnen besiedelt. Im NSG kommen seltene Pflanzenarten vor.

## Schutzzweck
Zum Schutzzweck des NSG führt der Landschaftsplan neben den normalen Schutzzwecken für alle NSG im Landschaftsplangebiet auf: „Erhaltung eines repräsentativen, auffälligen Felsstandortes mit umgebender Schluchtwaldgesellschaft wegen seiner besonderen Eigenart sowie als Lebensraumtyp, der sich deutlich von den umgebenden Waldgesellschaften abhebt; Schutz des Klippenbereichs aus wissenschaftlichen, naturgeschichtlichen und landeskundlichen Gründen; Sicherung und möglichst Erhöhung der vorhandenen Strukturvielfalt durch einen (weiteren) Verzicht auf forstliche Nutzung.“